# Juni 1988
Portal Geschichte | Portal Biografien | Aktuelle Ereignisse | Jahreskalender | Tagesartikel

◄ |
19. Jahrhundert |
20. Jahrhundert
| 21. Jahrhundert

◄ |
1950er |
1960er |
1970er |
1980er
| 1990er | 2000er | 2010er | ►

◄ |
1984 |
1985 |
1986 |
1987 |
1988
| 1989 | 1990 | 1991 | 1992 | ►

◄ |
März 1988 |
April 1988 |
Mai 1988 |
Juni 1988 |
Juli 1988 |
August 1988 |
September 1988 |
►
Dieser Artikel behandelt aktuelle Nachrichten und Ereignisse im Juni 1988.

## Tagesgeschehen

### Mittwoch, 1. Juni 1988
- Borken/Deutschland: Eine Sprengung im Nordfeld des Untertagebaus Stolzenbach verursacht eine Kohlenstaubexplosion. Über 800 Feuerwehrleute suchen nach Überlebenden, in den Schacht waren 57 Bergmänner eingefahren. Der Krisenstab dementiert Gerüchte, denen zufolge ein Funkspruch von sechs Verschütteten die Elektrik-Abteilung erreichte.[1]
- Innsbruck/Österreich: Der SCS Krems unterliegt dem FC Swarovski Tirol im Rückspiel im Finale des ÖFB-Cups mit 1:3 und wird nach einem 2:0-Sieg im Hinspiel dank der Auswärtstorregel Österreichischer Fußballpokalsieger 1988.[2]
- Neu-Delhi/Indien: Eine staatliche Untersuchungskommission zu den Pogromen gegen gläubige Sikhs im Herbst 1984 gibt die Zahl der Opfer durch Lynchjustiz mit 2.733 Personen an, während nicht-staatliche Organisationen von weitaus höheren Zahlen ausgehen. Die Ausschreitungen begannen am 31. Oktober 1984 nach dem tödlichen Attentat auf Indiens Premierministerin Indira Gandhi (Nationalkongress).[3]
- Neuchâtel/Schweiz: Der Titelverteidiger Neuchâtel Xamax FC gewinnt 2:0 gegen den FC St. Gallen und ist durch dieses Resultat Schweizer Fussballmeister 1988.[4]

### Samstag, 4. Juni 1988
- Berlin/Deutschland: Im Finale des Fußballvereinspokals der DDR der Männer besiegt der Berliner FC Dynamo den FC Carl Zeiss Jena mit 2:0.[5]

### Sonntag, 5. Juni 1988
- Lombardei/Italien: Im Schneetreiben überwinden die Athleten des 71. Rad-Etappenrennens Giro d’Italia den Gaviapass. Der Rennfahrer Francesco Moser wird zwischenzeitlich mit einer Schneeschaufel in der Hand gesichtet. Den höchsten Punkt auf 2652 m Höhe erreicht der Niederländer Johan van der Velde als Erster, das Thermometer zeigt −4 °C.[6]
- New York/Vereinigte Staaten: Bei der 42. Verleihung des Tony Awards werden Joan Allen und Ron Silver jeweils für die beste Leistung in einer Hauptrolle in einem Theaterstück ausgezeichnet.[7]
- Paris/Frankreich: In der ersten Runde der vorgezogenen Parlamentswahl erreichen die beiden großen Parteien des linken politischen Spektrums, die Sozialistische und die Kommunistische Partei, mehr als 45 % der Wählerstimmen. Das Resultat lässt absehen, dass nach dem zweiten Wahlgang am 12. Juni die aktuelle konservative Regierung unter Jacques Chirac vom Bündnis Zusammenschluss für die Republik abgewählt sein wird.[8]

### Mittwoch, 8. Juni 1988
- Hamburg/Deutschland: Nach dem Rücktritt des Ersten Bürgermeisters der Stadt und Regierungschefs des Landes Hamburg Klaus von Dohnanyi (SPD) wird sein Parteikollege Henning Voscherau als Nachfolger vereidigt.[9]
- Stuttgart/Deutschland: Der Landtag von Baden-Württemberg bestätigt den seit 1978 amtierenden Ministerpräsidenten Lothar Späth (CDU) zum dritten Mal als Chef der Landesregierung.[10]

### Freitag, 10. Juni 1988
- Berlin/Deutschland: Bei der Verleihung des Deutschen Filmpreises wird Der Himmel über Berlin von Regisseur Wim Wenders als bester Film ausgezeichnet.[11][12]
- Düsseldorf/Deutschland: Das Eröffnungsspiel der 8. Fußball-Europameisterschaft der Männer endet mit einem 1:1 zwischen der Bundesrepublik Deutschland und Italien.[13]

### Samstag, 11. Juni 1988
- London/Vereinigtes Königreich: Zu Ehren des inhaftierten südafrikanischen Menschenrechtsaktivisten Nelson Mandela veranstalten Popmusiker, darunter Tracy Chapman, Eric Clapton und Whitney Houston, vor 80.000 Zuschauern das Nelson-Mandela-70th-Birthday-Tribute-Konzert, das von mehreren hundert Millionen Menschen weltweit im Fernsehen mitverfolgt wird.[14]

### Sonntag, 12. Juni 1988
- Bern/Schweiz: In einer Volksabstimmung lehnen die Stimmberechtigten sowohl neue Verfassungsinhalte zur Regelung der Verkehrspolitik ab als auch die in einer Initiative geforderte Absenkung des Eintrittsalters in die obligatorische Altersrente. Die Initiative verfolgte das Ziel, dass weibliche Personen mit Vollendung ihres 60. Lebensjahrs und männliche mit Vollendung ihres 62. Lebensjahrs nicht mehr arbeiten müssen.[15]
- Paris/Frankreich: Das Bündnis der Sozialistischen Partei mit drei kleineren Parteien erreicht bei den Neuwahlen zum Parlament die absolute Mehrheit und liegt über 30 Sitze vor dem Bündnis der politischen Rechten. Zudem verliert der rechtspopulistische Front National im Vergleich zur Wahl 1986 bis auf einen all seine Sitze im Parlament.[16]
- Vittorio Veneto/Italien: Der Amerikaner Andrew Hampsten gewinnt die 71. Ausgabe des Rad-Etappenrennens Giro d’Italia. Es ist sein erster Gesamtsieg bei dieser Veranstaltung und der erste durch einen Sportler von einem anderen Kontinent als Europa.[17]

### Montag, 13. Juni 1988

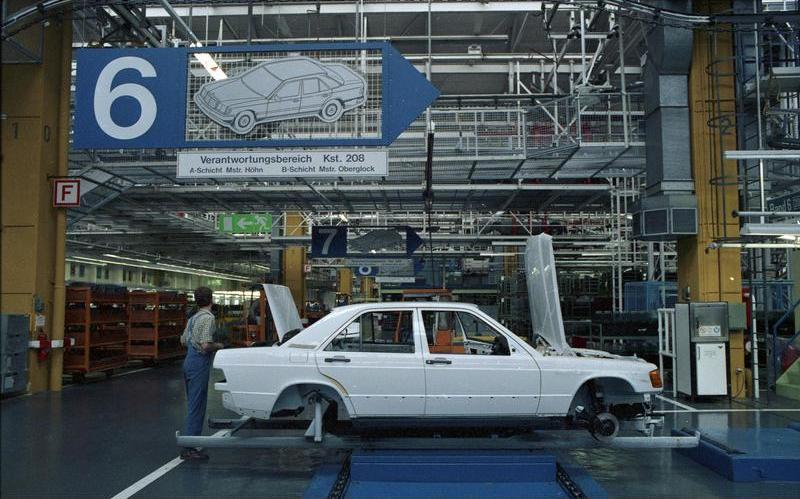
Werkhalle der Daimler-Benz AG

- Stuttgart/Deutschland: Die Daimler-Benz AG will 20 Millionen D-Mark an Organisationen überweisen, die sich um die Unterstützung der Opfer des Nationalsozialismus kümmern. 1987 brachte „Das Daimler-Benz-Buch“ der Stiftung für Sozialgeschichte des 20. Jahrhunderts die Frage auf, ob der Konzern eines Tages Entschädigungen für die Inanspruchnahme von NS-Zwangsarbeit leisten müsse. Das mediale Echo war groß.[18]

### Mittwoch, 15. Juni 1988

Logo der Volks- und Kriminalpolizei

- Berlin/Deutschland: Die Hauptabteilung Kriminalpolizei des Ministerium des Innern stuft die seit 1985 spürbar intensivierte Ausbreitung von „offen faschistischen Einstellungen“ in der sozialistischen Gesellschaft der DDR als sicherheitsrelevant ein. Der Neonazi-Szene im Umfeld des Fußball-Spielbetriebs attestieren die Beamten ein „regelrechtes Führerprinzip“. Der Befund bleibt intern.[19]
- Jerewan/Sowjetunion: Der Oberste Sowjet der Unionsrepublik Armenien erklärt den Anschluss der zur Unionsrepublik Aserbaidschan gehörigen Region Bergkarabach an Armenien. Um das Einverständnis Aserbaidschans bemühten sich die Abgeordneten in Vorausnahme einer abschlägigen Antwort nicht.[20]

### Sonntag, 19. Juni 1988
- Toronto/Kanada: Der 14. Weltwirtschaftsgipfel der Staatschefs der Gruppe der Sieben sowie eines Vertreters der EWG beginnt. Unter den nicht die Wirtschaft betreffenden Themen sollen die Klimaerwärmung und die Spannungen im Nahen Osten wichtige Rollen spielen.[21][22]

### Dienstag, 21. Juni 1988
- Toronto/Kanada: Die Teilnehmer des Weltwirtschaftsgipfels bekennen sich zu der wissenschaftlichen Theorie, dass die Klimaerwärmung mit der gestiegenen Kohlenstoffmenge in der Erdatmosphäre zusammenhängt. Damit akzeptieren sie den Beitrag des Menschen zum Treibhauseffekt und zur Erderwärmung. Außerdem erklären sie in den „Toronto Terms“ gegenüber den Entwicklungsländern ihren Quasi-Verzicht auf die volle Begleichung der ausgezahlten Kredite.[23][24]

### Donnerstag, 23. Juni 1988
- Zürich/Schweiz: Helmut Wechselberger gewinnt zum ersten Mal, und als zweiter Österreicher, die Rad-Rundfahrt Tour de Suisse.[25]

### Samstag, 25. Juni 1988
- München/Deutschland: Im Finale der 8. Fußball-Europameisterschaft der Männer besiegen die Niederlande die Nationalmannschaft der UdSSR mit 2:0. Es ist der erste Titel bei einer Fußball-EM oder -WM für die Niederlande.[26]
- Wien/Österreich: Der Verfassungsgerichtshof stellt fest, dass die Nationaldemokratische Partei (NDP) keine rechtmäßige politische Partei ist, da sie u. a. gegen das 1947 erlassene Verbot der Verfolgung nationalsozialistischer Ziele verstößt. Als Beweis führt das Gericht das NDP-Parteiprogramm an.[27]

### Dienstag, 28. Juni 1988
- Essen/Deutschland: Der Mischkonzern Rheinisch-Westfälisches Elektrizitätswerk AG (RWE) übernimmt den Geschäftsbereich Deutsche Texaco des US-amerikanischen Mineralölunternehmens Texaco Group. Damit wird RWE zum ersten Mal Inhaber eines Tankstellennetzes. Der Markenname der Tankstellen soll, wie bereits in den 1960er Jahren, „DEA“ lauten.[28]

### Donnerstag, 30. Juni 1988

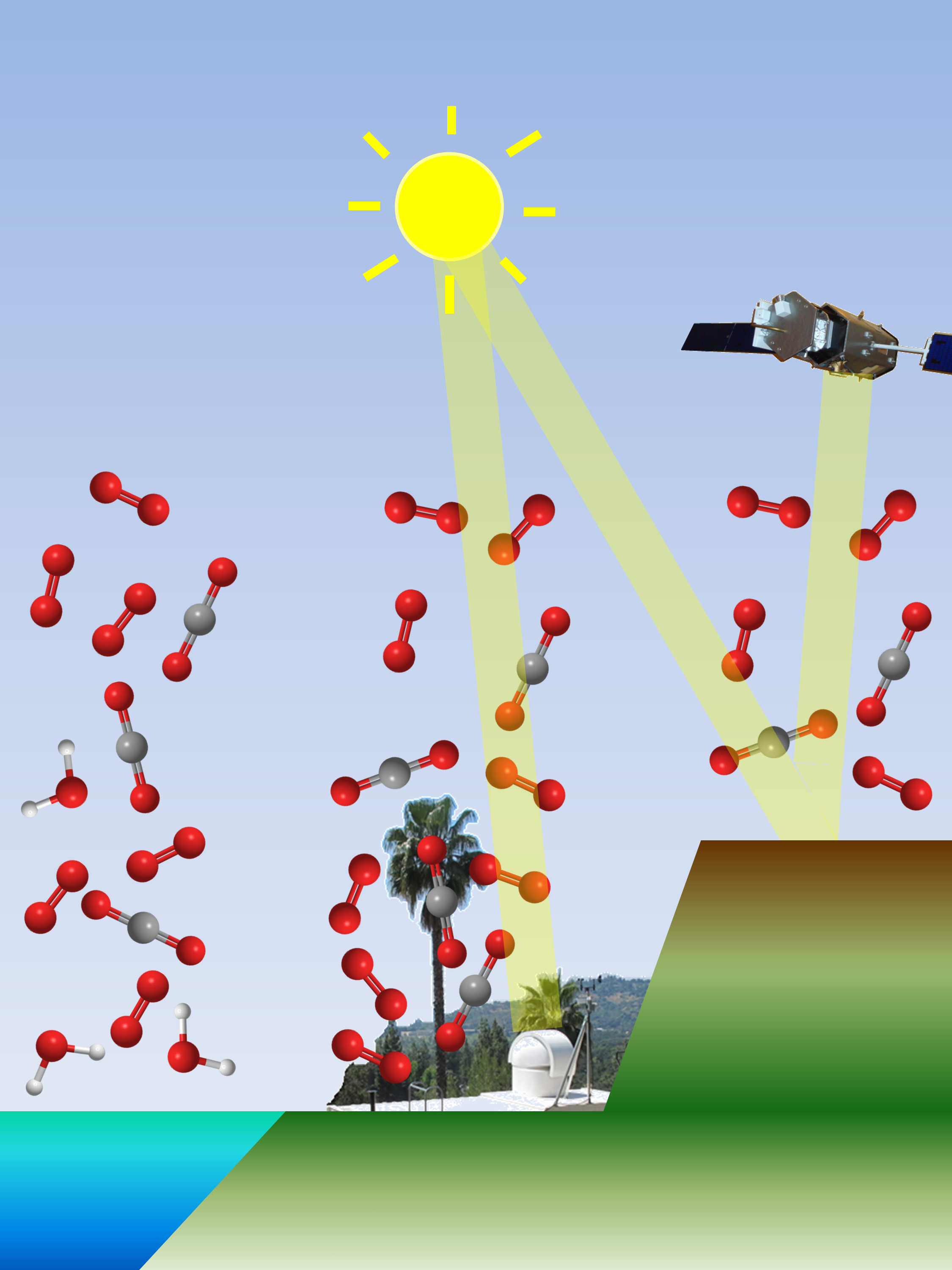
Messmethode für Kohlenstoff in der Atmosphäre

- Toronto/Kanada: Zum Abschluss einer viertägigen Klimakonferenz kommen über 300 Wissenschaftler darin überein, dass die aktuelle Geschwindigkeit der Klimaerwärmung mehr als eine Halbierung der Emission bestimmter „Treibhausgase“, z. B. von Kohlenstoffdioxid, erforderlich mache, um den Trend nicht weiter zu verschärfen. Als Zieljahr wird 2050 genannt.[29][30]
- Zürich/Schweiz: Die Börse startet den Aktienindex SMI als Indikator für die Kursentwicklung aller börsennotierten Unternehmen der Schweiz.[31]

## Weblinks

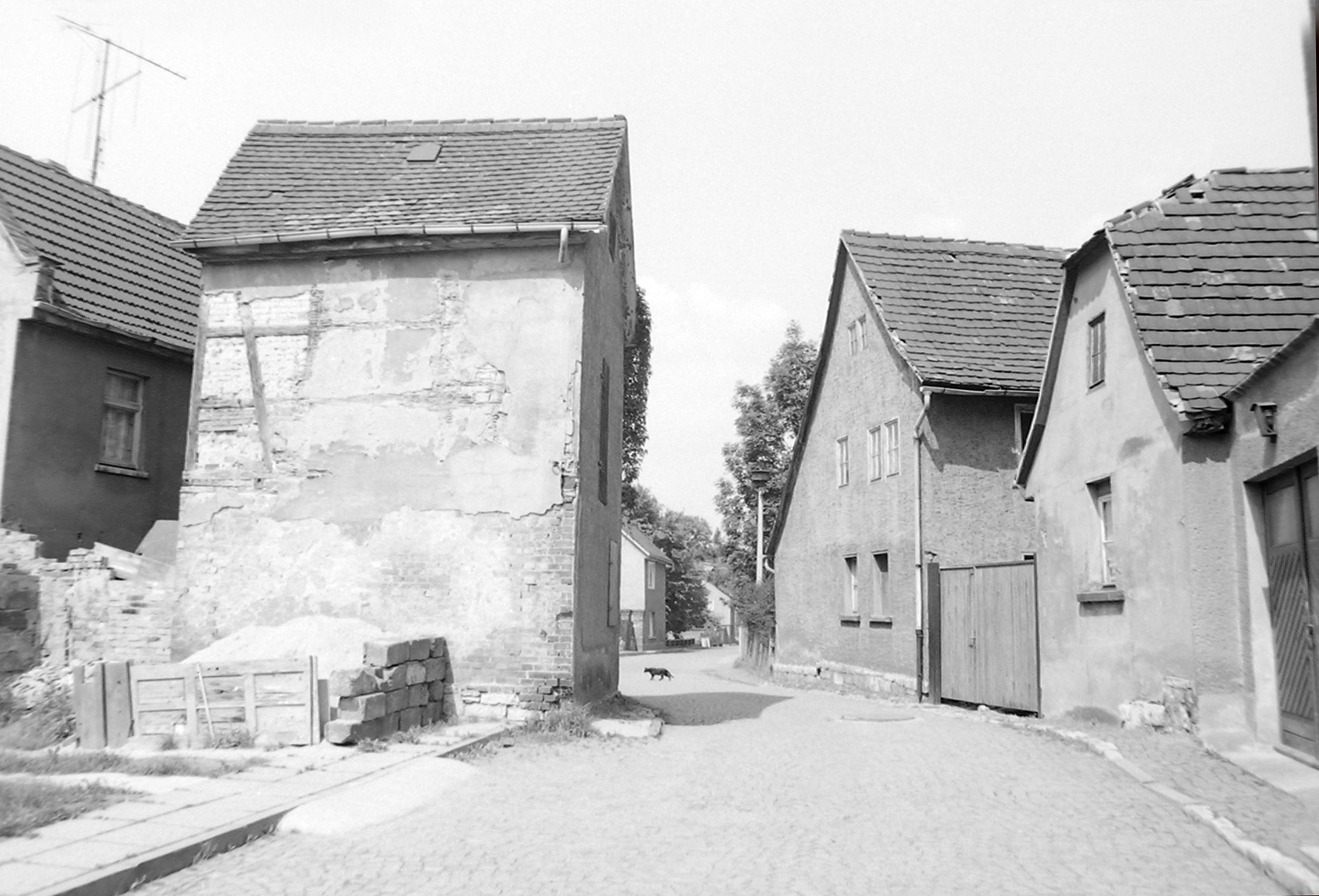
Thüringen im Juni 1988